# پاو پاو لیک (میشیگان)
پاو پاو لیک (به انگلیسی: Paw Paw Lake) یک منطقهٔ مسکونی در ایالات متحده آمریکا است که در شهرستان برین، میشیگان واقع شده‌است. پاو پاو لیک ۱۷٫۵ کیلومتر مربع مساحت و ۳٬۵۱۱ نفر جمعیت دارد و ۱۹۹ متر بالاتر از سطح دریا واقع شده‌است.